# Helsingin Jalkapalloklubi 2017

## Stagione
Nella stagione 2017, l'HJK ha disputato la Veikkausliiga, massima serie del campionato finlandese di calcio, terminando il torneo al primo posto con 76 punti conquistati in 33 giornate, frutto di 23 vittorie, 7 pareggi e 6 sconfitte, vincendo il campionato per la ventottesima volta nella sua storia e venendo così ammesso al primo turno preliminare della UEFA Champions League 2018-2019. In Suomen Cup è sceso in campo a partire dal sesto turno, raggiungendo la finale del torneo per la diciannovesima volta nella sua storia, e sconfiggendo l'SJK grazie a una rete realizzata da Akseli Pelvas, conquistando la Suomen Cup per la tredicesima volta. Ha partecipato alla UEFA Europa League 2017-2018 come secondo classificato nella Veikkausliiga 2016, accedendo al primo turno di qualificazione: dopo aver sconfitto i gallesi del Connah's Quay Nomads, ha raggiunto il secondo turno, dove è stato eliminato dai macedoni dello Škendija.

## Organico

### Rosa
| N. |                           | Ruolo | Calciatore            |
| -- | ------------------------- | ----- | --------------------- |
| 4  | Finlandia (bandiera)      | D     | Hannu Patronen        |
| 6  | Finlandia (bandiera)      | D     | Juha Pirinen          |
| 7  | Finlandia (bandiera)      | C     | Moshtagh Yaghoubi     |
| 8  | Brasile (bandiera)        | D     | Rafinha               |
| 9  | Gambia (bandiera)         | A     | Demba Savage          |
| 10 | Giappone (bandiera)       | C     | Atomu Tanaka          |
| 11 | Colombia (bandiera)       | A     | Alfredo Morelos       |
| 11 | Costa d'Avorio (bandiera) | A     | Jean-Jacques Bougouhi |
| 14 | Finlandia (bandiera)      | C     | Sebastian Dahlström   |
| 15 | Finlandia (bandiera)      | D     | Ville Jalasto         |
| 16 | Finlandia (bandiera)      | D     | Aapo Halme            |
| 17 | Gambia (bandiera)         | A     | Ousman Jallow         |
| 18 | Finlandia (bandiera)      | D     | Roni Peiponen         |
| 19 | Finlandia (bandiera)      | C     | Lucas Lingman         |
| 20 | Nigeria (bandiera)        | C     | Vincent Onovo         |
| 21 | Germania (bandiera)       | P     | Thomas Dähne          |

| N. |                      | Ruolo | Calciatore         |
| -- | -------------------- | ----- | ------------------ |
| 22 | Ghana (bandiera)     | C     | Anthony Annan      |
| 25 | Finlandia (bandiera) | D     | Valtteri Vesiaho   |
| 27 | Slovenia (bandiera)  | C     | Filip Valenčič     |
| 28 | Finlandia (bandiera) | C     | Saku Ylätupa       |
| 28 | Finlandia (bandiera) | C     | Rasmus Schüller    |
| 29 | Finlandia (bandiera) | P     | Markus Uusitalo    |
| 31 | Finlandia (bandiera) | A     | Akseli Pelvas      |
| 32 | Nigeria (bandiera)   | D     | Faith Obilor       |
| 33 | Finlandia (bandiera) | D     | Henrik Ölander     |
| 34 | Finlandia (bandiera) | A     | Lassi Lappalainen  |
| 35 | Finlandia (bandiera) | P     | Jesse Koivistoinen |
| 36 | Finlandia (bandiera) | C     | Eetu Vertainen     |
| 38 | Finlandia (bandiera) | A     | Enoch Banza        |
| 47 | Finlandia (bandiera) | D     | Jaakko Oksanen     |
| 77 | Ghana (bandiera)     | A     | Evans Mensah       |

## Risultati

### Suomen Cup

#### Finale
| Arbitro: | Markku Grönholm |

|  |           |            |
|  | Marcatori | 77’ Pelvas |

### UEFA Europa League

#### Primo turno
| Arbitro: | Cătălin Gaman |

|            |           |  |
| Woolfe 40’ | Marcatori |  |

| Arbitro: | Furkat Atazhanov |

|                              |           |  |
| Yaghoubi 11’ Pelvas 31’, 55’ | Marcatori |  |

#### Secondo turno
| Arbitro: | Markus Hameter |

|                                        |           |            |
| B. Ibraimi 45’ (rig.), 59’, 64’ (rig.) | Marcatori | 35’ Jallow |

| Arbitro: | Gunnar Jarl Jónsson |

|                    |           |               |
| Radeski 28’ (aut.) | Marcatori | 71’ Čeliković |

## Statistiche

### Statistiche di squadra
| Competizione       | Punti | In casa | In casa | In casa | In casa | In casa | In casa | In trasferta | In trasferta | In trasferta | In trasferta | In trasferta | In trasferta | Totale | Totale | Totale | Totale | Totale | Totale | DR  |
| Competizione       | Punti | G       | V       | N       | P       | Gf      | Gs      | G            | V            | N            | P            | Gf           | Gs           | G      | V      | N      | P      | Gf     | Gs     | DR  |
| ------------------ | ----- | ------- | ------- | ------- | ------- | ------- | ------- | ------------ | ------------ | ------------ | ------------ | ------------ | ------------ | ------ | ------ | ------ | ------ | ------ | ------ | --- |
| Veikkausliiga      | 76    | 17      | 13      | 2       | 2       | 40      | 7       | 16           | 10           | 5            | 1            | 38           | 9            | 33     | 23     | 7      | 3      | 78     | 16     | +62 |
| Suomen Cup         | -     | 3       | 3       | 0       | 0       | 11      | 2       | 4            | 4            | 0            | 0            | 11           | 0            | 8      | 8      | 0      | 0      | 23     | 2      | +21 |
| UEFA Europa League | -     | 2       | 1       | 1       | 0       | 4       | 1       | 2            | 0            | 0            | 2            | 1            | 4            | 4      | 1      | 1      | 2      | 5      | 5      | 0   |
| Totale             | -     | 22      | 17      | 3       | 2       | 55      | 10      | 22           | 14           | 5            | 3            | 50           | 13           | 45     | 32     | 8      | 5      | 106    | 23     | +83 |